# Durchziehen

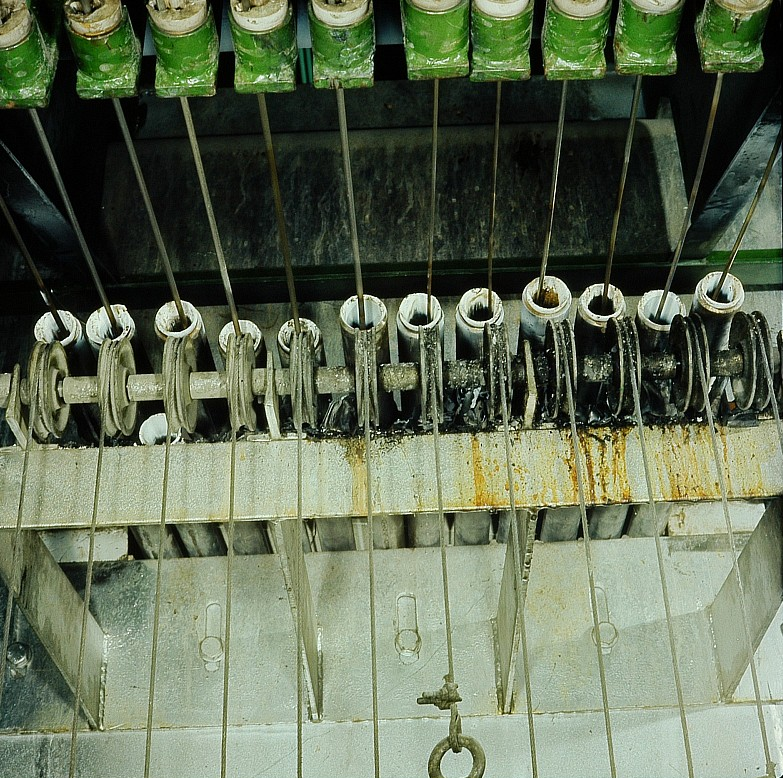
Edelstahlzieherei in Freital

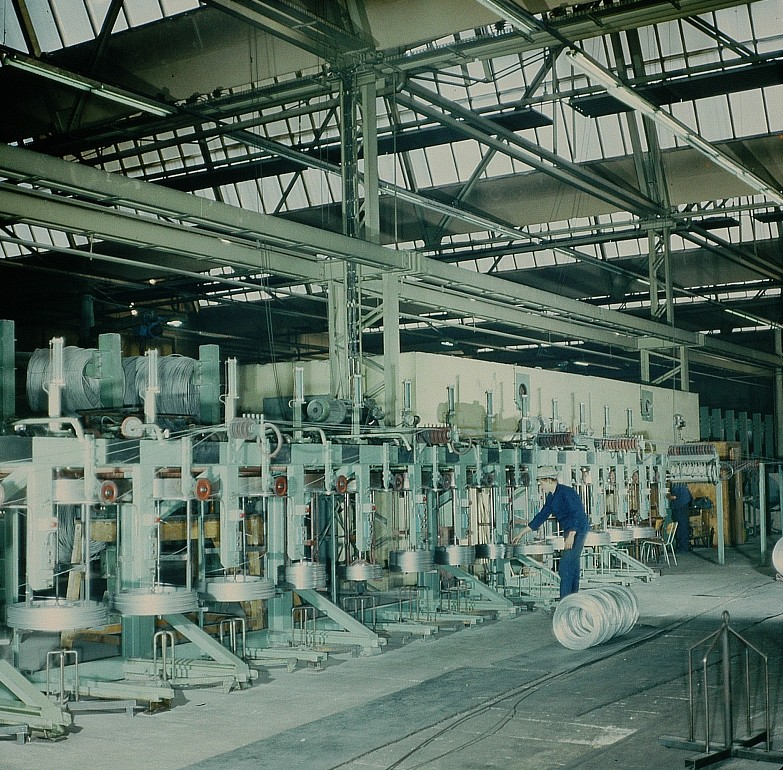

Durchziehen ist ein Fertigungsverfahren und gehört nach DIN 8584 zum Zugdruckumformen. Charakteristisch ist, dass die zum Umformen benötigte Zugkraft auf der Auslaufseite des gezogenen Werkstoffstranges eingeleitet wird.
Betriebsstätten, in denen Material durch Durchziehen bearbeitet wird, heißen Zieherei oder häufig auch spezifisch Drahtzieherei, Edelstahlzieherei, Rohrzieherei usw.
Beim Draht- und Stabziehen wird das Vormaterial durch eine Ziehdüse – auch Ziehhol, Ziehstein oder Matrize – in mehreren Schritten auf den Zieldurchmesser gebracht. Um das Material einzufädeln, muss vorher eine Ziehangel angebracht werden, d. h. ein verjüngter Abschnitt, an dem die Zange der Ziehmaschine angreifen kann. Die Ziehangel wird anschließend entfernt.
Beim Werkzeuglosen Ziehen wird das Ziehhol durch eine lokale Erwärmung ersetzt, es ist aber lediglich ein Zugumformen.
Auch die Herstellung von Kupferrohren erfolgt in der Regel durch mehrere aufeinander und ohne Zwischenbehandlung folgende Ziehvorgänge, wobei das Ausgangsrohr durch Strangpressen und neuerdings immer mehr durch Stranggießverfahren hergestellt wird. Beim Ziehen von Rohren wird meist neben der Matrize, welche den Außendurchmesser bestimmt, ein im Rohr befindliches Werkzeug – Stopfen oder Dorn genannt – verwendet, um eine definierte Wandstärke zu erzielen. Bei langen Rohren, die nicht geradeaus gezogen werden können, wird das Innenwerkzeug „fliegend“ geführt. Der Außendurchmesser des Innenwerkzeugs ist dabei geringfügig größer als der Matrizendurchmesser. Das Innenwerkzeug setzt sich beim Ziehvorgang vor der Matrize fest und das im Querschnitt zu reduzierende Rohr „fließt“ zwischen Matrize und Innenwerkzeug durch.
Bei Stahlrohren und Profilen aus Stahl und Kupfer dient das Ziehen dagegen vornehmlich der Endbehandlung zur Erzielung einer hohen Maßhaltigkeit oder einer glatten Oberfläche. Kupferprofile werden dabei auch häufig über die Streckgrenze hinaus gedehnt. Dieser als Recken bezeichnete Vorgang dient einem Geraderichten des Werkstückes. Dabei tritt auch eine erwünschte Verfestigung des Materials ein.

## Ziehmaschinen
Man unterscheidet drei grundsätzliche Bauformen von Ziehmaschinen:
- Trommelziehmaschinen dienen der Verarbeitung kleiner Werkstoffabmessungen (Drähte, Rohre geringer Durchmesser) mit großer Länge. Dabei erfolgt die Krafteinleitung über eine Trommel, um die der Werkstoffstrang nach der Matrize geschlungen wird.
- Geradeaus-Ziehbänke werden für zur Herstellung und Verarbeitung von relativ kurzen (bis etwa 30 m) bzw. großen Querschnitten (Profile, Rohre großer Durchmesser) verwendet. Ein oder auch mehrere gleichartige Werkstücke werden durch die Matrize(n) gezogen, wobei die Krafteinleitung am Anfang des Werkstücks erfolgt.
- Kontinuierliche Ziehmaschinen eignen sich grundsätzlich für einen großen Längenbereich der Werkstücke. In der Praxis beschränkt sich aber der Einsatz hauptsächlich auf Rohre mittlerer und kleiner Durchmesser sowie mittlerer Länge. Die Funktionsweise der Konti-Ziehmaschinen beruht darauf, dass mehrere Klemmeinrichtungen das Ziehgut in der Weise fortbewegen, dass immer zumindest eine Klemmeinrichtung in Eingriff ist. Die weit verbreitete Bauart besitzt zwei über spezielle Kulissenwalzen (auch Kurvenscheiben genannt) gesteuerte Klemmeinrichtungen. Andere Bauformen besitzen Klemmbacken, die auf zwei gegeneinander montierten und synchron laufenden Ketten montiert sind.

Die Querschnittabnahme beim Ziehen und damit der Durchmesser des Ziehsteins muss so bemessen sein, dass die Zugfestigkeit beziehungsweise die Streckgrenze des gezogenen Materials durch die Ziehkraft nicht überschritten wird. Deshalb erfolgt der Ziehvorgang in der Regel in mehreren Schritten. Beim Kaltziehen von Stahl- und Messingwerkstoffen ist zwischen den Schritten ein Weichglühen oder Patentieren erforderlich, bei Kupferwerkstoffen ist dies dagegen üblicherweise nicht erforderlich.